# Aleksandr Ivanov (volley-ball, 1987)
Pour les articles homonymes, voir Aleksandr Ivanov.
Aleksandr Ivanov (en russe : Александр Иванов) est un joueur russe de volley-ball né le 19 février 1987. Il mesure 2,09 m et joue central.

## Clubs
| Club                   | De        | À         |
| ---------------------- | --------- | --------- |
| Stroïtel Iaroslavl     | 2006-2007 | 2007-2008 |
| Iaroslavitch Iaroslavl | 2008-2009 | ...       |

## Palmarès
Néant.